# Peter Mark Richman
Peter Mark Richman (gebürtig: Marvin Jack Richman; * 16. April 1927 in Philadelphia, Pennsylvania; † 14. Januar 2021 in Los Angeles, Kalifornien) war ein US-amerikanischer Schauspieler und Autor. Zwischen 1953 und 2016 absolvierte er fast 160 Film- und Fernsehauftritte.

## Leben
Peter Mark Richman (auch Mark Richman) wurde 1927 als eines von vier Kindern eines jüdischen Tapezierers in Philadelphia geboren. Er besuchte das  Philadelphia College of Pharmacy and Science, wo er Pharmazie studierte (er durfte bis zu seinem Tod offiziell als Pharmazeut praktizieren). Richman spielte für zwei Jahre Football in der Liga von Pennsylvania, ehe eine schwere Knieverletzung diese Karriere beendete. Dann wandte er sich der Schauspielerei zu und spielte zunächst am New Yorker Broadway sowie in Sommertheatern. Er wurde Mitglied des renommierten Actors Studio.
1953 absolvierte Richman seinen ersten Auftritt im noch jungen US-Fernsehen. Der Ruf nach Hollywood erfolgte, als Star-Regisseur William Wyler ihn für eine größere Nebenrolle in seinem Film Lockende Versuchung (1956) neben Gary Cooper und Dorothy McGuire über eine Quäkerfamilie im amerikanischen Bürgerkrieg verpflichtete. Anschließend spielte er unter anderem in Die schwarze Orchidee (1958) neben Sophia Loren. In mehreren B-Movies bekleidete der ansonsten als Nebendarsteller agierende Richman auch Hauptrollen. In späteren Jahren spielte Nebenrollen in Kinofilmen wie Freitag der 13. Teil VIII – Todesfalle Manhattan und Die nackte Kanone 2½, obgleich er deutlich häufiger im Fernsehen als auf der Kinoleinwand zu sehen war.
Zwischen den 1960er- und 1990er-Jahren war Richman ein profiliertes Gesicht im US-Fernsehen, er spielte meist als Gastdarsteller in insgesamt über 500 Fernsehepisoden. In Serien wie Cain's Hundred, Longstreet oder California Clan war Richman allerdings auch in Hauptrollen zu sehen. Zudem übernahm er wiederkehrende Nebenrollen in den Serien Herzbube mit zwei Damen (als Reverend Snow), Der Denver-Clan (als Anwalt Andrew Laird) sowie Beverly Hills, 90210 (als Lawrence Carson). Für den deutschen Fernsehsender ZDF spielte Richman in den 1990er-Jahren in der Serie Mein geheimer Sommer  an der Seite von Ruth Maria Kubitschek. Oftmals verkörperte der Charakterdarsteller bedrohliche oder schurkenhafte Figuren, was Richman aber nach eigener Aussage nie bedauerte, da das ja sowieso die interessanteren Rollen seien.
Neben seiner Tätigkeit als Schauspieler arbeitet Richman auch als Maler und Autor. Mehrere seiner Stücke wurden bereits vom Actors Studio aufgeführt. Sein Stück 4 Faces verfilmte er 1999 mit sich als Produzent, Drehbuchautor und Hauptdarsteller. Richman schrieb ebenfalls mehrere Romane. Ab Mitte der 1990er-Jahre drehte er vor allem kleinere Independentfilme und war 2013 auch als Schauspieler in seinem Stück A Medal for Murray in Tel Aviv-Jaffa zu sehen, was dort mit guten Kritiken bedacht wurde.
Peter Mark Richman war von 1953 bis zu seinem Tod 2021 mit der Schauspielerin Helen Richman (* 1930) verheiratet. Sie hatten fünf Kinder. Er war Mitglied der spirituellen Subud-Bewegung.

## Filmografie (Auswahl)
- 1953: Suspense (Fernsehserie, eine Folge)
- 1954–1955: The Philco Television Playhouse (Fernsehserie, drei Folgen)
- 1956: Lockende Versuchung (Friendly Persuasion)
- 1957: Stirb wie ein Mann (The Strange One)
- 1958: Die schwarze Orchidee (The Black Orchid)
- 1958: Asphalt-Hyänen (Girls on the Loose)
- 1958–1960: Alfred Hitchcock präsentiert (Fernsehserie, zwei Folgen)
- 1961–1962: Cain's Hundred (Fernsehserie, 30 Folgen)
- 1963–1972: Die Leute von der Shiloh Ranch (Fernsehserie, vier Folgen)
- 1964: Twilight Zone (Fernsehserie, eine Folge)
- 1965: Verrückter wilder Westen (Fernsehserie, eine Folge)
- 1965–1974: FBI (Fernsehserie, acht Folgen)
- 1966: Im Auftrag von H.A.R.M. (Agent for H.A.R.M.)
- 1968: Totem
- 1968: Solo für O.N.C.E.L. (Fernsehserie, zwei Folgen)
- 1968: Wie stehle ich die Welt (How to Steal the World)
- 1968–1969: Ihr Auftritt, Al Mundy (Fernsehserie, zwei Folgen)
- 1970–1972: Kobra, übernehmen Sie (Fernsehserie, drei Folgen)
- 1970–1974: Ein Sheriff in New York (Fernsehserie, zwei Folgen)
- 1973: Die Straßen von San Francisco (Fernsehserie, eine Folge)
- 1971–1972: Longstreet (Fernsehserie, 21 Folgen)
- 1973: The New Perry Mason (Fernsehserie, eine Folge)
- 1974: Petrocelli (Fernsehserie, eine Folge)
- 1974, 1976: Barnaby Jones (Fernsehserie, zwei Folgen)
- 1976: Der Pflichtverteidiger (Mallory: Circumstantial Evidence)
- 1976: Electra Woman and Dyna Girl (Fernsehserie, sechs Folgen)
- 1978: Der Sechs-Millionen-Dollar-Mann (Fernsehserie, eine Folge)
- 1978: Dallas (Fernsehserie, eine Folge)
- 1978–1979: Greatest Heroes of the Bible (Fernsehserie, sechs Folgen)
- 1978–1979: Herzbube mit zwei Damen (Fernsehserie, drei Folgen)
- 1978–1980: Vegas (Fernsehserie, vier Folgen)
- 1978–1983: Fantasy Island (Fernsehserie, vier Folgen)
- 1980: Kampfstern Galactica (Fernsehserie, zwei Folgen)
- 1980: PSI Factor
- 1981: Der unglaubliche Hulk (Fernsehserie, eine Folge)
- 1981–1982: Hart aber herzlich (Fernsehserie, Folgen Der Onkel aus der Schweiz, Schüsse in Goldtown)
- 1981–1984: Der Denver-Clan (Fernsehserie, 27 Folgen)
- 1983: Jack Dempsey – Ein Mann wird zur Legende (Dempsey)
- 1984: California Clan (Fernsehserie, 28 Folgen)
- 1984: City-Killer – Eine Stadt in Panik (City Killer)
- 1984–1985: Knight Rider (Fernsehserie, zwei Folgen)
- 1985: Defenders of the Earth – Die Retter der Erde (Fernsehserie, 31 Folgen)
- 1985: Die Fälle des Harry Fox (Crazy like a Fox, Fernsehserie, Folge Auf Leben und Tod)
- 1986: Mord ist ihr Hobby (Fernsehserie, eine Folge)
- 1988: Bonanza: The Next Generation (Fernsehfilm)
- 1988: Raumschiff Enterprise – Das nächste Jahrhundert (Fernsehserie, eine Folge)
- 1989: Freitag der 13. – Todesfalle Manhattan (Friday the 13th Part VIII: Jason Takes Manhattan)
- 1991: Die nackte Kanone 2½ (The Naked Gun 2½: The Smell of Fear)
- 1993–1994: Beverly Hills, 90210 (Fernsehserie, vier Folgen)
- 1995: Mein geheimer Sommer (Fernsehserie)
- 1996: New Spider-Man (Fernsehserie, zwei Folgen)
- 1999: 4 Faces (auch Produzent & Autor)
- 2002: Poolhall Junkies
- 2011: After the Wizard
- 2011: Mysteria
- 2016: The Final Show (Kurzfilm)